# روبرت كويخادا
روبرت كويخادا (بالإسبانية: Rubert Quijada)، لاعب كرة قدم فنزويلي دولي لعب سابقاً في نادي الغرافة في دوري نجوم قطر ومنتخب فنزويلا لكرة القدم .

## روابط خارجية
- روبرت كويخادا على موقع قاعدة بيانات كرة القدم.إي يو (الإنجليزية)
- روبرت كويخادا على موقع ناشيونال فوتبول تيمز (الإنجليزية)
- روبرت كويخادا على موقع Soccerway.com (الإنجليزية)